# John Mayock
John Mayock (Reino Unido, 26 de octubre de 1970) es un atleta británico especializado en la prueba de 3000 m, en la que consiguió ser campeón europeo en pista cubierta en 2005.

## Carrera deportiva
En el Campeonato Europeo de Atletismo en Pista Cubierta de 2005 ganó la medalla de plata en los 3000 metros, con un tiempo de 7:51.46 segundos, tras el irlandés Alistair Cragg y por delante del español Reyes Estévez  (bronce).